# Kent Hance
Kent Ronald Hance, född 14 november 1942 i Dimmitt i Texas, är en amerikansk politiker. Han var ledamot av USA:s representanthus från 1979 till 1985. 

## Biografi
Hance tog 1965 en bachelorexamen i företagsekonomi vid Texas Tech University, följt av juristexamen vid University of Texas at Austin och 1968 godkändes han i delstaten Texas bar exam. 
Efter att ha representerat Demokratiska partiet i kongressen i sex år, bytte han 1985 parti till Republikanska partiet. Han sökte utan framgång republikanernas nominering i guvernörsval i Texas 1986 och 1990.
Hance efterträdde 1979 George H. Mahon som kongressledamot och efterträddes 1985 av Larry Combest.